# 彩雪
彩雪（あやせ、1993年7月31日 - ）は、日本の俳優。
フリーランスカメラマン、モデルとしても活動しており、スポーツ関連の撮影を得意としている。
また、ファッションブランドの展開やコラムニストとして執筆も行っている。

## 来歴
1993年7月31日 新潟にて出生し、間もなく転居しているため出身地は富山県としている。
両親共スポーツを好む家庭で、小学4年生でバスケットボールを始める。体格にも恵まれ、身長は小学6年生で164cmまで成長。
奈良女子大学に入学、理学部数学科へ進む。在学中趣味として自己流でカメラを始める。
大学卒業後新卒で高校の数学教師をとなり、1年生のクラス担任と女子バスケ部の顧問を務める。
1年後に退職、趣味であったカメラを仕事にするべく上京、制作会社に入社しディレクション、カメラ、編集を学ぶ。その間に声をかけられたことをきっかけにフリーランスモデル業を開始、株式会社バークインスタイルへ所属。
2021年7月に株式会社プライムへ移籍。2025年1月2日、Xに株式会社プライムを退所する旨を投稿。以降、フリーランスで活動中。

## 人物・エピソード
- 家族構成は父・母に加え、妹と弟がそれぞれ1人ずつ、ペットは実家に2匹の猫「ハル」「マキ」がいるが、実家に帰る頻度が低く会うたび初対面の対応をされてしまう。
- 資格は高校数学教員免許、普通運転免許（AT）、普通自動二輪免許(愛車はKAWASAKI Ninja 400R)を保持。
- 好きなものはバスケットボールに加え、数学、本、映画、カメラ、映画はインターステラー、インセプション、マトリックス、等SF、アクションを好む。数学は複素解析学が専門。
- 食事は1日1食、ハマったものは飽きるまで連続して食べがち
- 座右の銘は「運と縁と感謝」(母親の教えによるもの)
- 好きな男性のタイプは自分で自分のご機嫌を取れる人
- 2022年に5日間のファスティング達成
- 役者として、役に入り込むため、自分の役の職業•役職等に関しては事前に調べるようにしており、イントネーション一つにしても、本読みや舞台稽古の際に演出家に指摘されると「千本ノックしてきます」と自分の家で納得いくまで繰り返し練習したとのこと。（舞台「片思いの天使たち」アフタートークより）
- 出演した映画「Ondan Sonra」は富山県砺波市が舞台であるため劇中の登場人物は富山弁の台詞が大半である。彩雪は出身地が富山県入善町のため、富山弁を話せるが、演じた遊塚ゆうは富山弁を喋らない役であったため活かせなかったという。
- また、共演した山田真歩とは劇中では山田が「新人の店員役」、彩雪が「新人の指導係」という立ち位置だったが野菜の包装は山田の方が上手かったため、逆に教えてもらっていたとのこと。（映画「Ondan Sonra」舞台挨拶より）
- 柔道選手の角田夏実が運営しているYouTubeチャンネルのカメラマンを担当している[1]。

## 出演
【映画】
- Ondan Sonra(2024年11月15日富山先行上映、監督：山本大策)遊塚ゆう役
- シューティングスター・ミラクルナイト（2023年3月17日）山口なつみ 役[2][3]
- 劇場版「TOKYO yancha BOYS」（2022年、監督：秋山純）杏子 役[4]

【短編】
- 2024年「東京から長野に引っ越した女の子の話　その2」橋本美奈役
- 2023年「東京から長野に引っ越した女の子の話」橋本美奈役
- 2023年「マイトレーヤ」レイヤ役

【TVドラマ】
- 満タサレズ、止メラレズ（2024年6月23日～、朝日放送）ママ友役

- 全力で、愛していいかな ？（2023年2月4日～3月25日、テレビ東京他）
- ジャックフロスト（2023年2月17日～3月31日、毎日放送）カフェ店員たまちゃん
- 半沢直樹2020年版（2020年7月～9月、TBS）第5話

【配信】
- 2024年　youtubeドラマ「好きな人はいつも、好きになってはいけない人」主役・秋口絵梨花役
- 2023年　ショートドラマNovelbright　ごっこ俱楽部「嫌嫌」主役

- 2020年　Netflix「今際の国のアリス」（第５話～8話）

【舞台】
- 2023年11月 「片思いの天使たち」　的場旭 役[5]
- 2023年3月　「ヨツバリベンジ」　北川スミレ 役
- 2022年10月　｢まなつぼし｣　目崎輝美 役
- 2022年4月　「いつかのっとかむ」　溝口なおみ役
- 2019年3月　「火の風にのって」　鈴木美憂役

【TV】
- 熱血バスケ（NHKBS1)（2024年9月27日～)
- 何か”オモシロいコト”ないの？（フジテレビ）（2023年12月6日）
- 大人の部活（ BS フジ）（2019年6月9日）
- チルテレ（BS 日テレ）準レギュラー（2018～2019年）

【MV】
- 2021 年 popoq 「canvas」
- 2021 年 the shes gone 「ラベンダー」
- 2020 年 Anchorage「この世界は誰よりも僕らのものだ」
- 2020 年ヒナタトアシュリー「問題のない朝」
- 2020 年 アシタカラホンキ！「curtain call」
- 2020 年 STAY ON SOILD 「刹那」
- 2019 年 tonetone「ギブミーサンシーユー」
- 2017 年 tonetone 「baby star」
- 2018 年 Broken my toybox 「反抗の声明」

【広告】
- かっぱ寿司　TVCM
- ラクオリ
- ABC-MART お仕事fitパンプス
- スポルディング×activegear
- ISSHO (web CM)
- Finc (web 広告)
- PING (web 広告)
- ティモテピュア
- JR 東急 イズコフェーズ キービジュアル
- 政府広報 コロナ対策 CM 「keep safe for」編
- 公益財団法人プラン・インターナショナル・ジャパン（web 広告）
- Cloline 「IN-DIVIDUAL」
- VS fit アプリ FITRIS
- Stealth Mode Brand Movie 「wear you are.」

【スチール】
- Rollings japan
- ASAKARA
- GU
- adidas RUN60s chiyoda limited
- new balance
- champion basketball
- beams heart
- KASHIYAMA WOMEN
- converse tokyo
- 2nd street
- kougonewyork
- 0658 1st collection~7th collection
- For Tracy Hyde 2nd アルバム CD ジャケット
- And more vol2
- 2021SS_LILOU+LILY
- トニーセイムジャパン
- ジャケット
- いまは、空しか見えない(白尾悠)
- For Tracy Hyde 2nd アルバム『he(r)art』
- FUJIFILM×RECO タイアップ
- 白金アートグレイスクラブ
- Pococha
- WENDIA
- BeMe小冊子
- ガーデンウェディング沖縄
- coscos コントロールベースカラー

【雑誌】
- ゼクシィ（不定期掲載）
- 百花草の花嫁
- LDK the beauty
- 月間バスケットボール
- bis
- Moto NAVI（モトナビ）No.124

【インタビュー】
- Proof magazine
- KAY-YOU
- 北日本新聞

【MC】
- プライム事務所お笑いライブ Vol.1

【アンバサダー】
- 「令和6年能登半島地震復興支援 金沢武士団チャリティマッチ presented by SportsBank」公式アンバサダー

## 作品
カレンダー
- 彩雪カレンダー2023（2023年3月24日、撮影：石井勇気、ABコンサルティング株式会社）[6]